# Решель Тонджор
Решель Тонджор (порт. Rechael Tonjor, 14 липня 1991) — бразильська плавчиня.
Учасниця Олімпійських Ігор 2016 року.